# Liste der Monuments historiques in Châtelaillon-Plage
Die Liste der Monuments historiques in Châtelaillon-Plage führt die Monuments historiques in der französischen Gemeinde Châtelaillon-Plage auf.

## Liste der Objekte
Zum Verständnis siehe: Kirchenausstattung
| Bezeichnung                                    | Beschreibung             | Standort                           | Kennzeichnung | Schutzstatus | Datum | Bild |
| ---------------------------------------------- | ------------------------ | ---------------------------------- | ------------- | ------------ | ----- | ---- |
| Altar und Tabernakel                           | Holz, vergoldet, um 1800 | in der Kirche Ste-Madeleine (Lage) | PM17000068    | Classé       | 1980  |      |
| Ölgemälde Das Gastmahl bei Simon dem Pharisäer | 19. Jahrhundert          | in der Kirche Ste-Madeleine (Lage) | PM17001686    | Inscrit      | 1991  |      |